# Dreiseithof Altnaundorf 35 (Radebeul)
Der Dreiseithof Altnaundorf 35 liegt am Anger des Stadtteils Naundorf der sächsischen Stadt Radebeul.

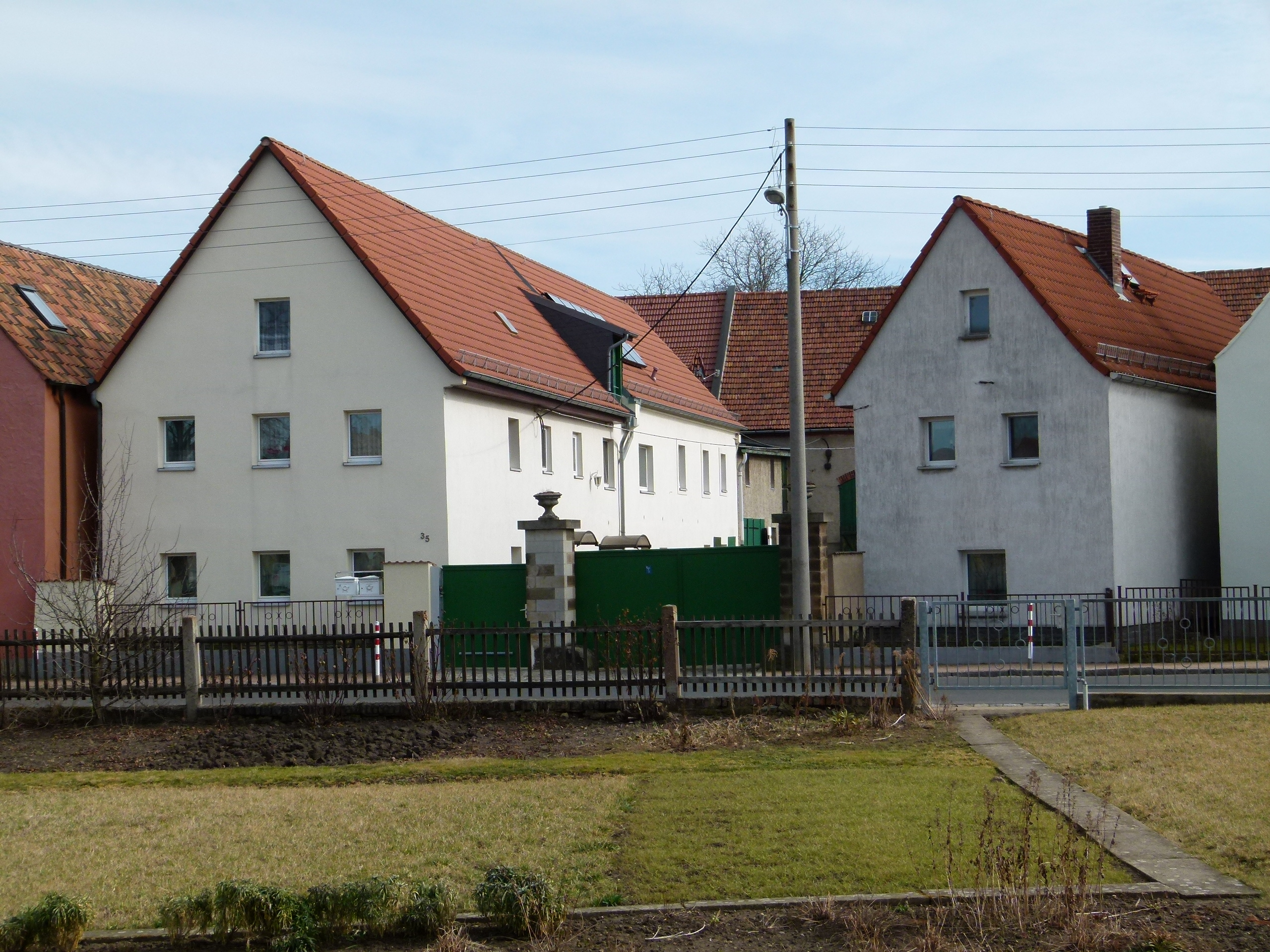
Dreiseithof Altnaundorf 35

## Beschreibung

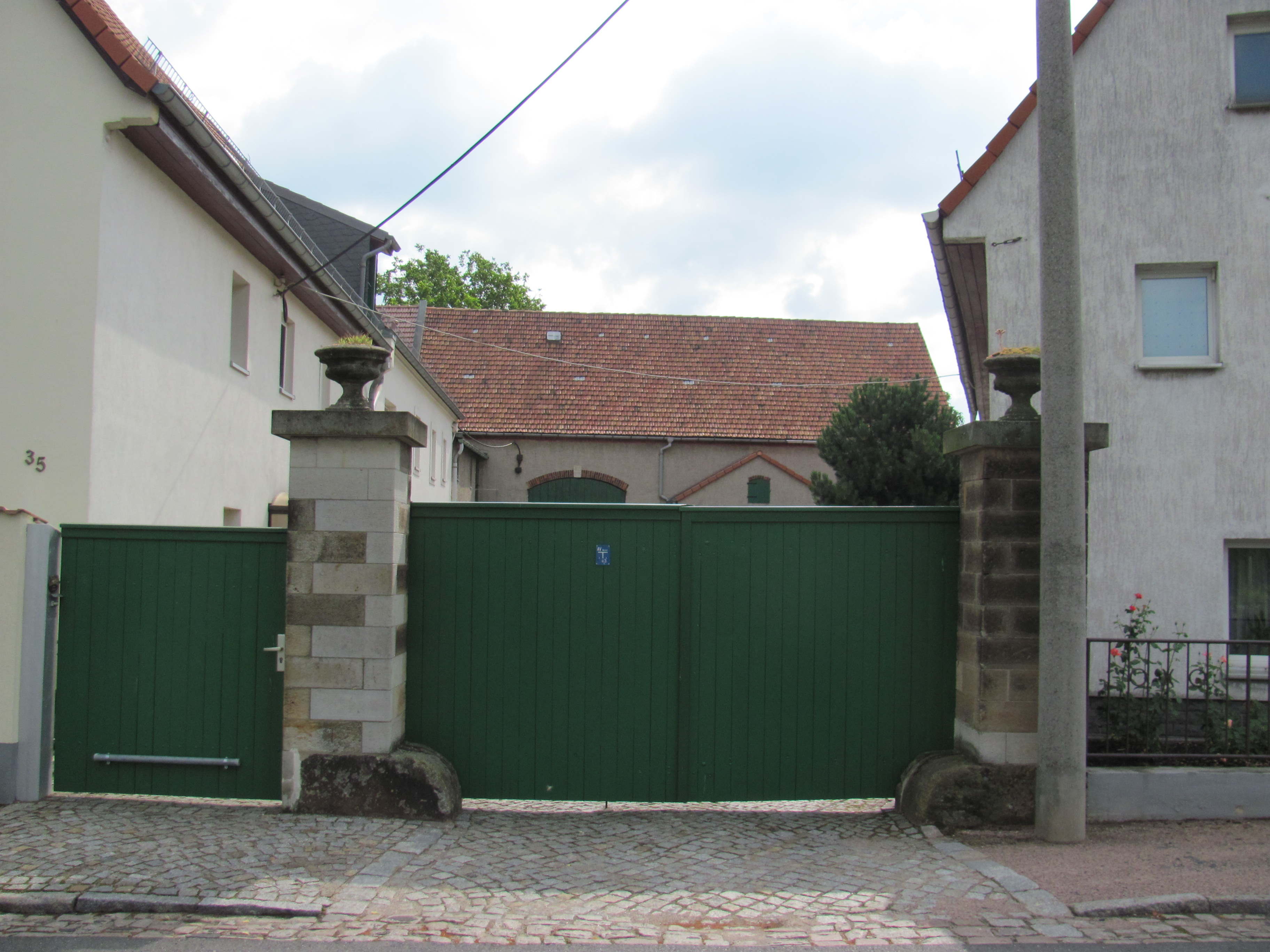
Altnaundorf 35: Tor

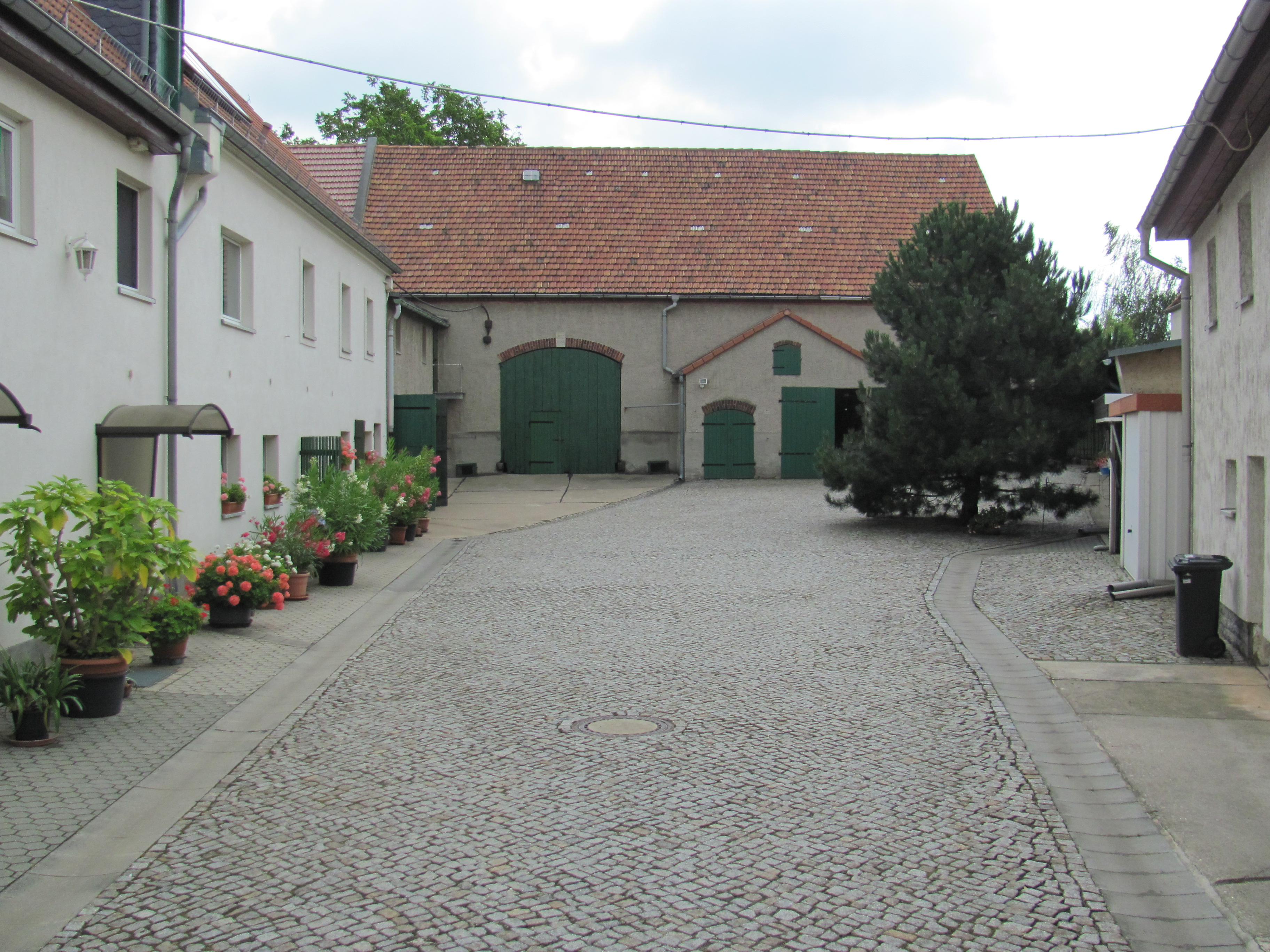
Altnaundorf 35: Hof und Scheune

Das links stehende ehemalige Wohnstallhaus, die Scheune und die Torpfeiler des Resthofs stehen gemeinsam unter Denkmalschutz. Das zweigeschossige Wohnstallhaus steht, ebenso wie das rechts befindliche, nicht denkmalgeschützte Nebengebäude, giebelständig zur Straße, links seitlich an der Grundstücksgrenze eines schmalen, langen Grundstücks; beide Gebäude haben ziegelgedeckte Satteldächer. Das lange Wohnstallhaus hat einen verputzten Giebel mit drei Fensterachsen. Auch die Längsfassaden sind verputzt.
Hinten im Grundstück steht quer eine Scheune über die ganze Breite des Bauernguts. Diese ist massiv aufgefügt, obenauf ebenfalls ein ziegelgedecktes Satteldach.
Vorne zur Straße wird der Dreiseithof durch Torpfeiler aus Sandsteinen abgeschlossen, dazwischen ein hölzernes Tor. Auf den Pfeilern liegen Deckplatten, diese werden durch Vasen aus Kunststein bekrönt.

## Geschichte

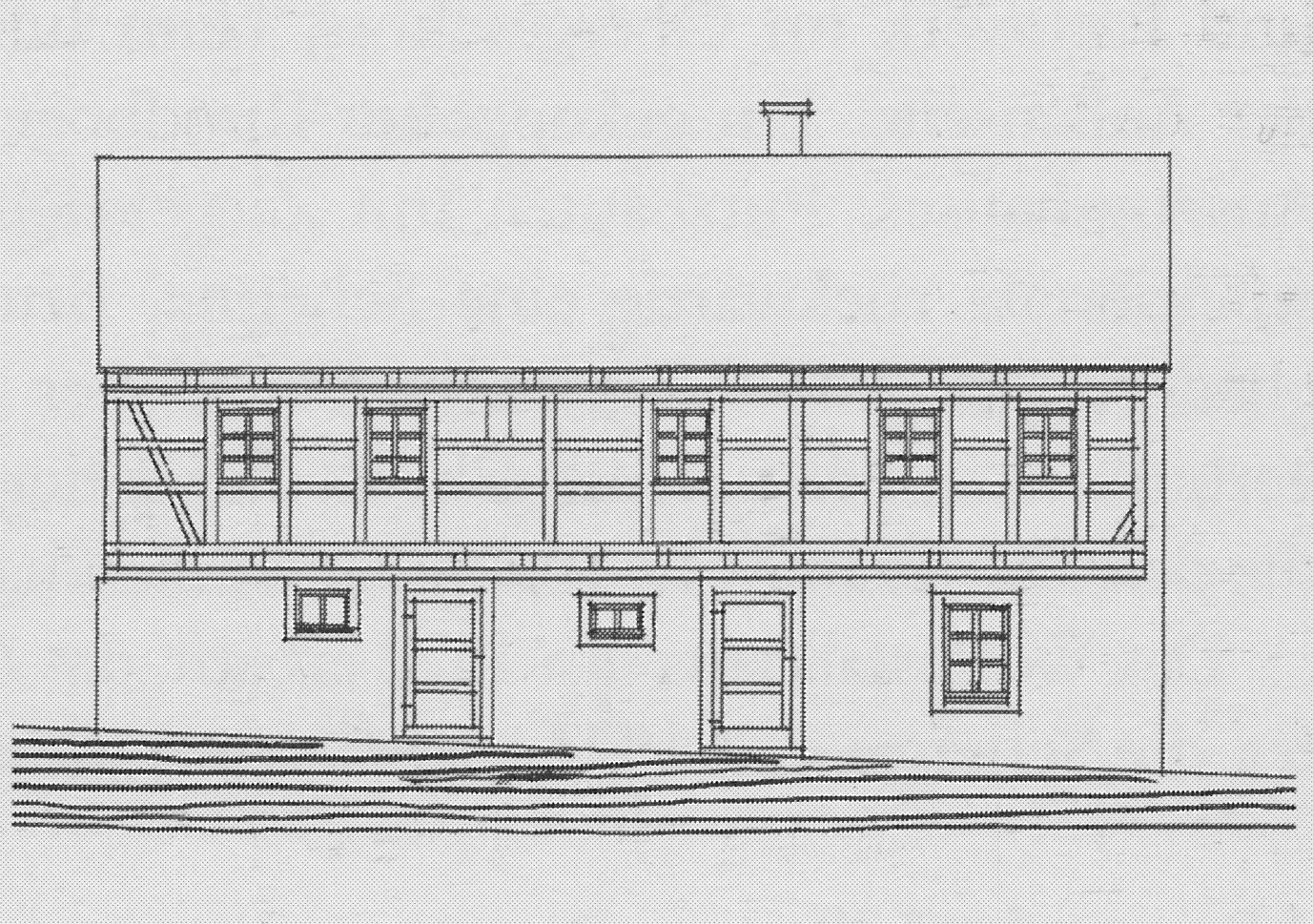
Nebengebäude: Bauzeichnung 1902

Nach dem Schocksteuerkataster von 1801 wird für dieses Bauerngut als ältester bekannter Besitzer ein Hans Trache im Jahr 1688 angeführt. Bei Schruth (1931) wurde der Hof, zu jener Zeit als Erbhof bezeichnet, als durchgängig sich im Familienbesitz befindlich beschrieben. Auch heute noch wohnen Angehörige dieser Familie dort. In den bis 1544 zurückreichenden Akten der zuständigen Friedenskirche in Kötzschenbroda wird die Familie Trache auch als Drache bzw. Trachau geschrieben. Für das Jahr 1628 wurden fünf Familienlinien, die Peter-, Benedix-, Lorenz-, Urban- und Martin-Linie, als Naundorfer Gutsbesitzer im Schocksteuerkataster von 1801 aufgeführt.
Das heutige Wohnhaus (Auszugshaus) wurde um 1850 errichtet. Im November 1902 brannte die damalige Scheune ab, auch das Wohnstallhaus nahm erheblichen Schaden. Das teilweise zerstörte Wohnstallhaus wurde unverändert wiederhergestellt, die Scheune wurde in Bauflucht mit der Nachbarscheune neu errichtet. Der Bau erfolgte durch das Bauunternehmen der Gebrüder Große nach eigenem Entwurf.